# The Underground Railroad

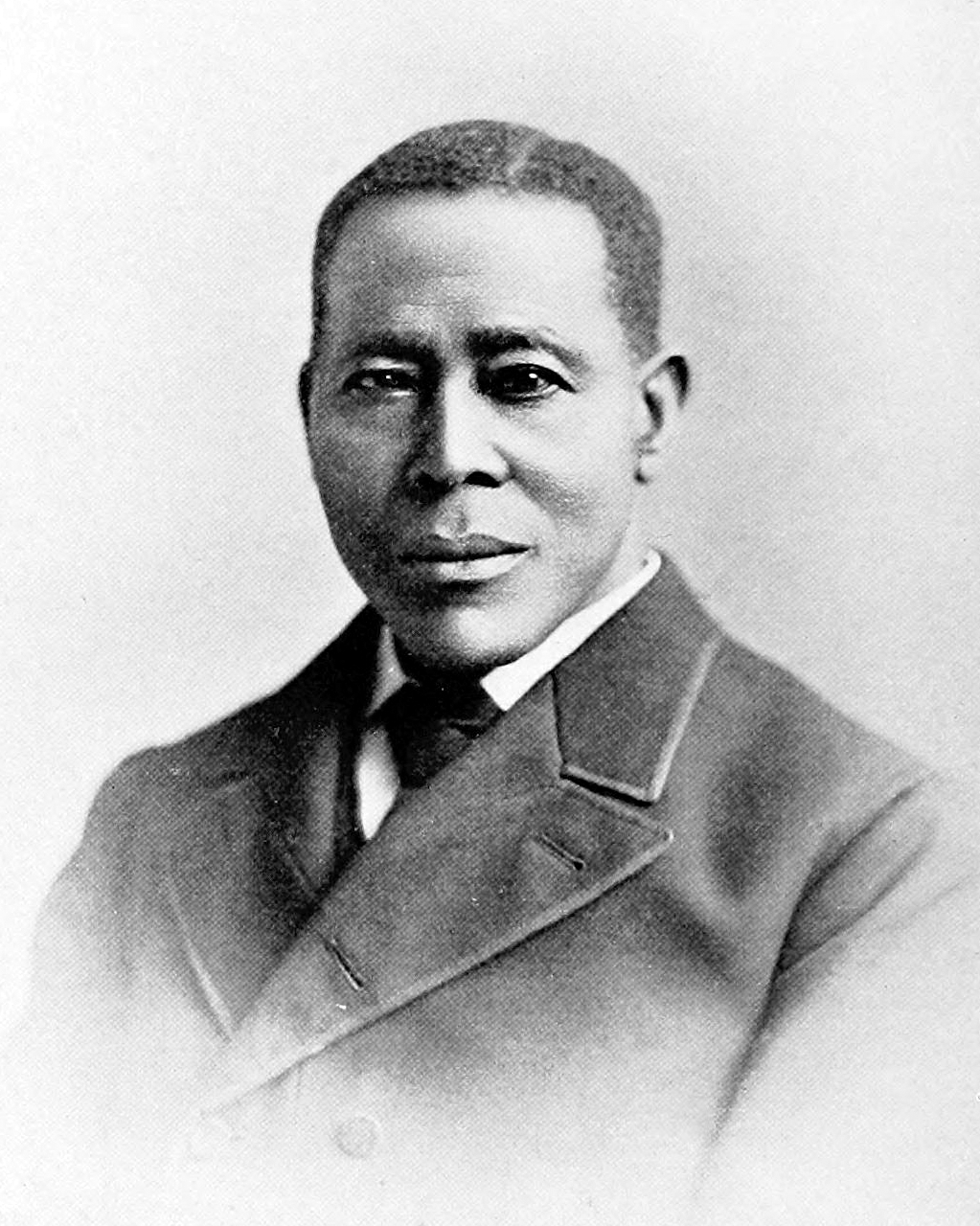
William Still

The Underground Railroad ist ein 1872 in Philadelphia veröffentlichtes Buch des US-amerikanischen Geschäftsmannes, Historikers und Bürgerrechtlers William Still (1821–1902), der als der Vater der Underground Railroad bekannt ist.
Das Buch hat den Untertitel: A record of facts, authentic narratives, letters, &c., narrating the hardships, hair-breadth escapes and death struggles of the slaves in their efforts for freedom, as related by themselves and others, or witnessed by the author; together with sketches of some of the largest stockholders, and most liberal aiders and advisers, of the road (Ein Bericht von Tatsachen, authentischen Erzählungen, Briefen usw., die die Härten, haarscharfen Fluchten und Todeskämpfe der Sklaven in ihrem Streben nach Freiheit darstellen, wie sie von sich selbst und anderen erzählt oder vom Autor bezeugt wurden; zusammen mit Skizzen einiger der größten Anteilseigner und der meisten großzügigen Helfer und Berater an dem Weg).
Das Buch beschreibt die Geschichten und Methoden von 649 Sklaven, die über die Underground Railroad in die Freiheit geflohen sind. William Still fügte seine sorgfältig zusammengestellte und ausführliche Dokumentation über diejenigen in die Seiten der Underground Railroad Records ein, denen er bei der Flucht geholfen hatte.
Charles L. Blockson bezeichnet es im Vorwort seines Buches über die Underground Railroad als klassisches Werk.